# Furnarius rufus
Furnarius rufus là một loài chim trong họ Furnariidae.
Loài này xuất hiện ở miền đông Nam Mỹ, và là loài chim quốc gia ở Argentina. Còn được gọi là lò nướng đỏ, nó phổ biến ở thảo nguyên, cây bụi tăng trưởng thứ hai, đồng cỏ và đất nông nghiệp và là từ thiện. Phạm vi của nó bao gồm phía đông nam và nam Brazil, Bolivia, Paraguay, Uruguay và miền bắc và miền trung Argentina, kéo dài đến tận phía nam như phía bắc Patagonia. Loài này có liên quan chặt chẽ nhất với loài chim chào mào ở Paraguay và Argentina. Có bốn phân loài được chấp nhận.
Chúng dùng bùn và đất mùn để đắp thành một cấu trúc có hình dạng như cái tô úp ngược trên cành cây, với một cái lỗ nhỏ để chui ra chui vào. Ánh mặt trời sẽ nung nóng và làm khô cái tổ bằng bùn đất, khiến nó cứng lại thành một khối vững chắc

## Hình ảnh

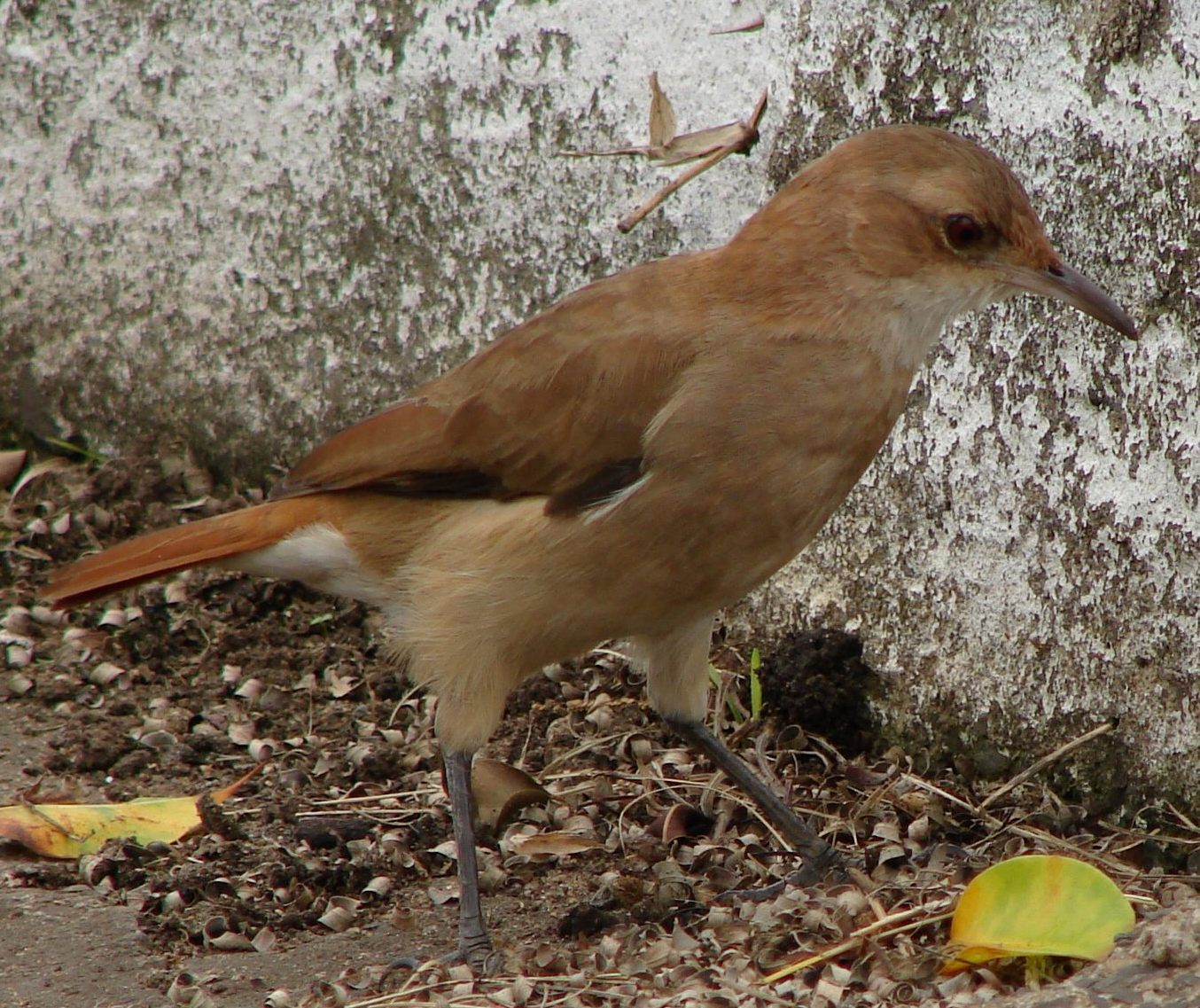
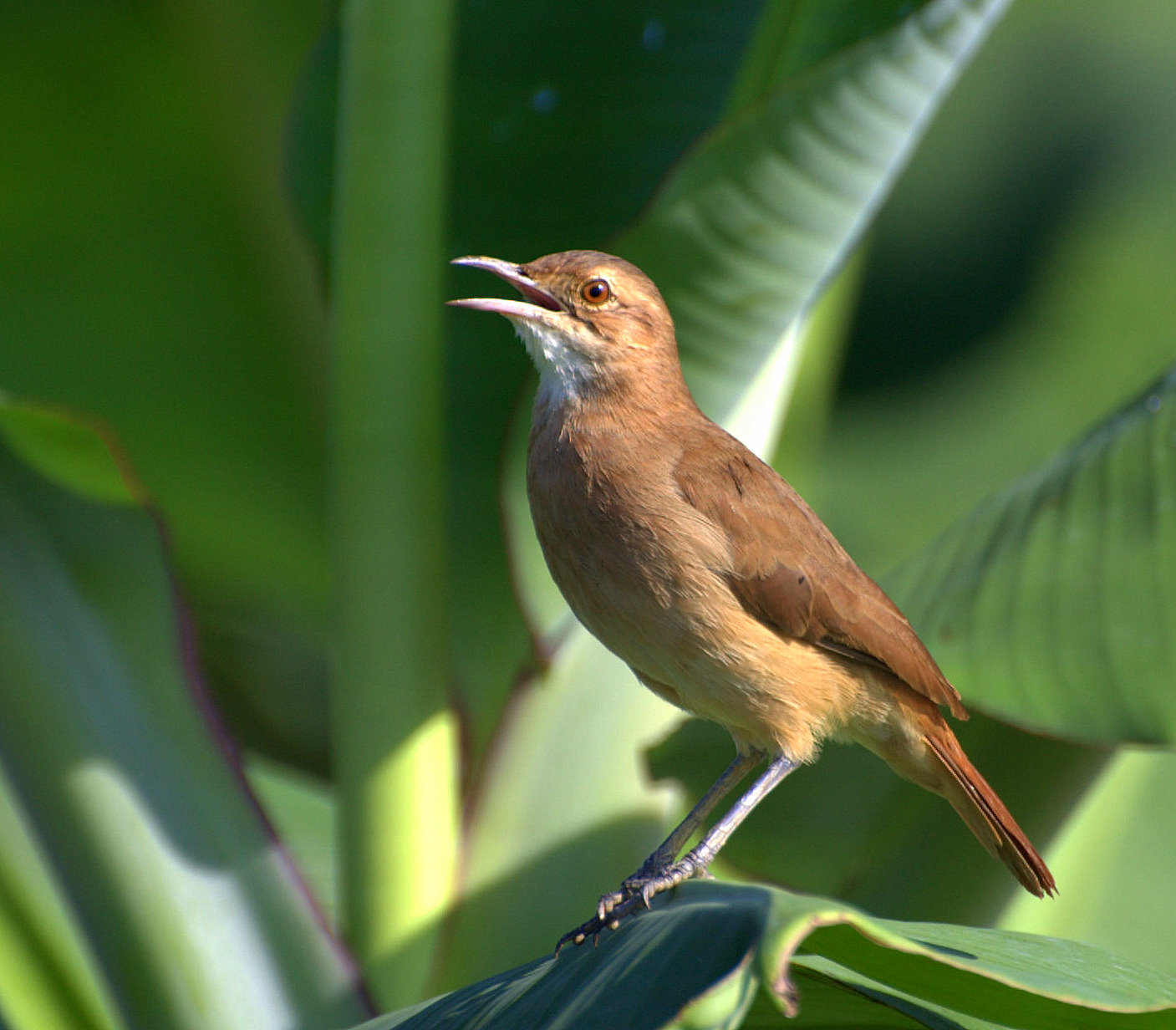
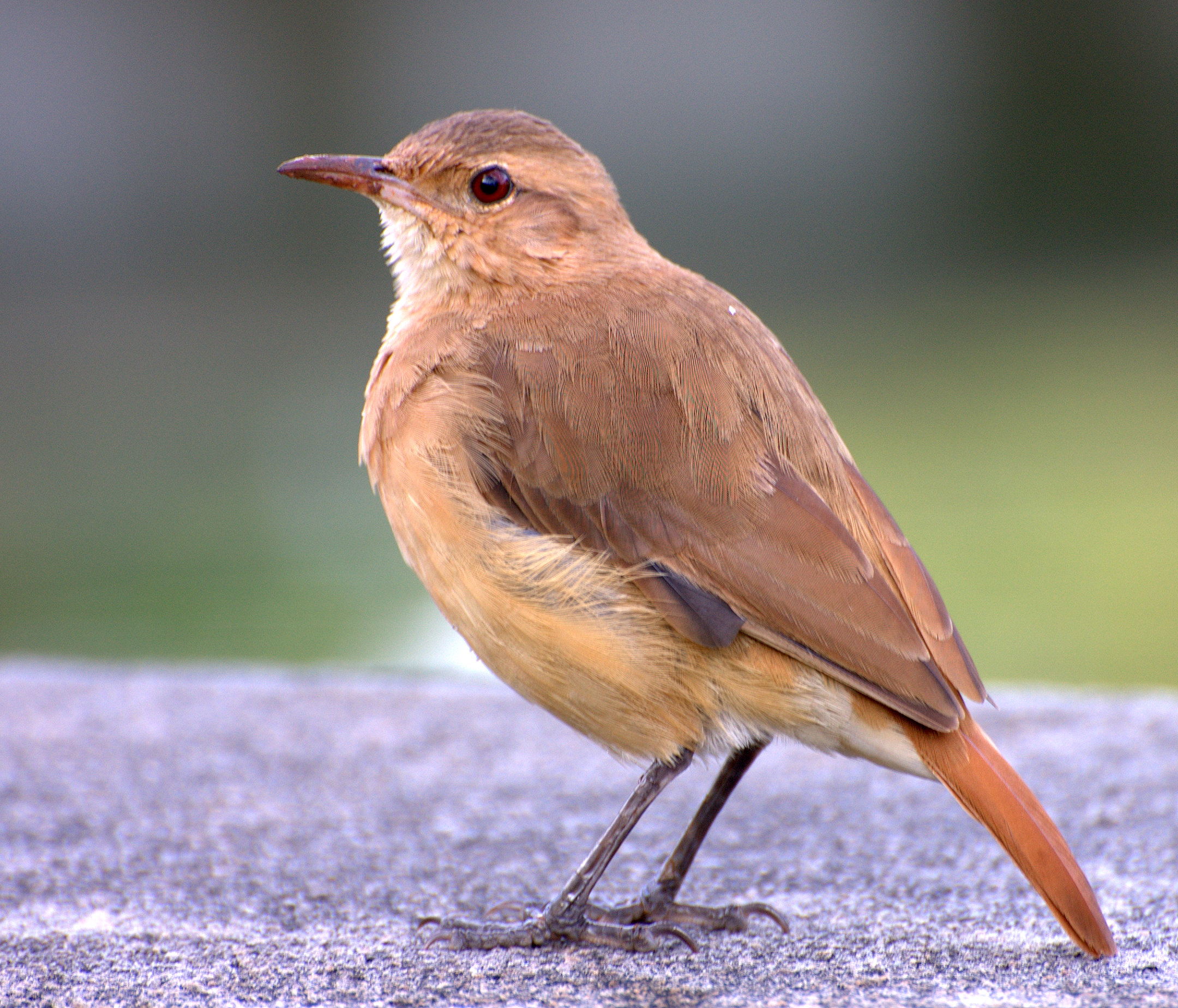
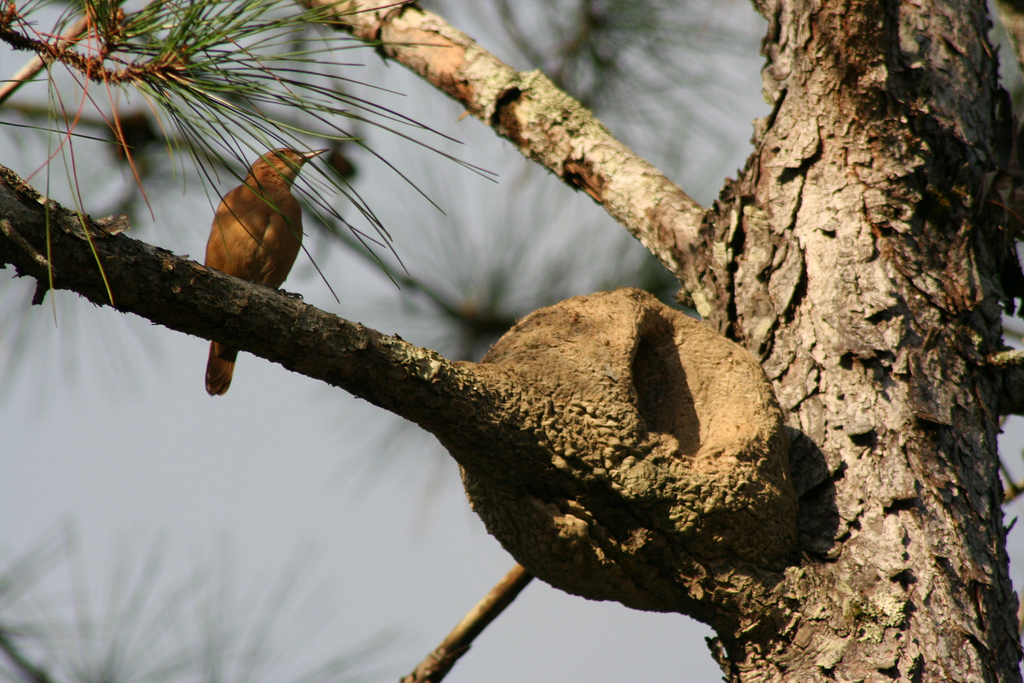